# Área de conservación Marina Cocos
El área de conservación marina Cocos (ACMC) es un área que cubre la Isla del Coco y territorios circundantes en Costa Rica y forma parte del Sistema Nacional de Áreas de Conservación.

## Áreas protegidas
- Área Marina de Manejo Montes Submarinos
- Parque nacional Isla del Coco